# Апасян Ігор Карпович
І́гор Ка́рпович Апася́н (3 жовтня 1952, Тбілісі — 9 серпня 2008, Москва) — радянський і російський кінорежисер і сценарист. Член Спілки кінематографістів України (1987). Заслужений діяч мистецтв України (1996). Автор екранізацій творів Джека Лондона, Рея Бредбері, Оноре де Бальзака.

## Біографія
Народився 3 жовтня 1952 року в місті Тбілісі (нині Грузія). 1983 року закінчив Всесоюзний державний інститут кінематографії (майстерня Марлена Хуцієва). Ще його курсова робота — короткометражний фільм «Ранковий поїзд», знятий у навчальній студії ВДІКу, — здобула визнання фахівців кіно, відзначена призами низки міжнародних кінофестивалів, у 1982 році включена до програми студентських робіт на кінофестивалях у Венеції та Лейпцигу. Дипломна робота — художній фільм «Притулок, або Тіо-тіо-тінкс», здобула приз за режисуру на міжнародному кінофестивалі «Молодість» у 1983 році в Києві.
У 1983—1992 роках — режисер Одеської кіностудії. З 1997 року — засновник і керівник кіностудії «Гамаюн» у Москві.
Помер у Москві 9 серпня 2008 року. Похований 12 серпня 2008 року на Невзоровському кладовищі у місті Івантєєвці.

## Фільми
Режисер-постановник:
- «Ранковий поїзд» (1981, к/м)
- «Притулок, або Тіо-тіо-тінкс» (1983)
- «Шагренева шкіра» (1982)
- «Незнайка з нашого двору» (1984)
- «Поки не випав сніг...» (1985[a])
- «В одне єдине життя» (1986)
- «На своїй землі» (1987)
- «Морський вовк» (1990)
- «Мертві без поховання, або Полювання на щурів» (1992)
- «Вино з кульбабок» (1997, т/с, Україна—Росія)
- «Маросейка, 12» (1999, серіал)
- «Кобра» (2001)
- «Дні ангела» (2003, серіал)
- «Кобра. Антитерор» (2003, серіал)
- «Графіті» (2006)

Сценарист:
- «Притулок, або Тіо-тіо-тінкс» (1983)
- «Поки не випав сніг...» (1985, у співавт.)
- «Мертві без поховання, або Полювання на щурів» (1992)
- «Вино з кульбабок» (1997, т/с, Україна—Росія)
- «Маросейка, 12» (1999, серіал)
- «Графіті» (2006)

Продюсер:
- «Вино з кульбабок» (1997, т/с)

## Виноски
1. ↑  приз на 11-ому Всесоюзному кінофестивалі телефільмів у Києві у 1985 році «за переконливе відображення проблем виховання на екрані»[3]